# Javier Carvajal Ferrer
Francisco Javier Carvajal Ferrer (Barcelona, 3 de enero de 1926 – Madrid, 14 de junio de 2013) fue un arquitecto español.

## Biografía
Javier Carvajal obtuvo el título de arquitecto en 1953 por la Escuela de Arquitectura de Madrid, siendo Premio Extraordinario Fin de Carrera; ese mismo año fue Comisario Adjunto de arquitectura y Vicecomisario General de Enseñanza en la II Bienal de Arte de Sao-Paulo, Brasil. En 1955 fue pensionado de la Academia de Bellas Artes en Roma donde vivió hasta 1957, año en el que obtuvo el Premio de Roma de la Academia y recibió el título de Maestro Académico Honoris Causa de la Academia Mondiale Degli Artisti e Profesionisti di Roma. En 1959, en colaboración con Javier García de Castro ganó el concurso, de la Escuela de Altos Estudios Mercantiles de Barcelona (hoy Escuela de Ingenieros Industriales), inaugurada oficialmente el 25 de noviembre de 1961. Esta obra, junto a la torre de viviendas de Cristo Rey en Madrid (1954-58), será una de sus obras más conocidas, en ella se distinguen ya muchos de los rasgos característicos de su personalidad, con algunas invariantes que se van a mantener a lo largo de su evolución. 
En 1963 obtiene el primer premio en el concurso para el pabellón de España en la Feria Mundial de Nueva York. Con su construcción finalizada en 1964, que fue Premio de la Fundación Rockefeller, obtuvo reconocimiento internacional; el Instituto de Arquitectos Americanos le concedió certificado de excelencia por el diseño. A partir de esta obra inicia su trabajo con elementos prefabricados en fachada. En 1968 la Universidad Técnica de Hannover le concede el premio “Fritz Schumacher” a la mejor obra de Arquitectura construida en Europa aquel año por las casas que proyecta y construye en Somosaguas. En esos años viaja por diversos países de Europa, América y África. 
Pronto comenzó también su labor docente; en 1954 comienza como profesor auxiliar de la Escuela de Arquitectura de Madrid. En 1960, tras su estancia en Roma, fue nombrado profesor encargado de cátedra; dos años después, en 1962, obtiene el Doctorado. Y en 1965 gana la cátedra, convirtiéndose en el primer catedrático de la Escuela de Madrid que la lograba construyendo una arquitectura moderna; en 1967 fue nombrado Subdirector de la Escuela, en 1968 profesor extraordinario de la Universidad Internacional Menéndez Pelayo de Santander y en 1971 profesor ordinario de los cursos de Urbanismo del Instituto de Administración Local de Madrid. En 1972 es nombrado Director de la Escuela de Barcelona, siendo al año siguiente fundador de la segunda Escuela Técnica Superior de Arquitectura en la Universidad del Vallés de esta ciudad. En 1974 se convierte en Director de la ETSA de las Palmas de Gran Canaria y en 1976 en Catedrático de Proyectos de la Escuela de Arquitectura de la Universidad de Navarra, de la que también fue desde 1982 profesor extraordinario de Historia de la Arquitectura. En 1997 fue nombrado Catedrático emérito de la Escuela de Arquitectura de Madrid.
Esta labor docente la compatibilizó asimismo con diversos cargos; así, en 1971 sería nombrado Decano del Colegio de Arquitectos de Madrid y reelegido en 1973, año el que también fue nombrado Comisario Delegado del Ministerio de Educación y Ciencia, para la Reforma de las Enseñanzas de Arquitectura en España. En 1964 entró a formar parte del Consejo Redactor de la revista Arquitectura, del Colegio de Arquitectos de Madrid. En 1965 fue nombrado Comisario de España en la IV Bienal de Arte Internacional de París y en 1966 representante del Colegio Oficial de Arquitectos de Madrid en el Patronato de la Escuela de Arquitectura de la Universidad Politécnica de Madrid y Secretario de la Comisión de Enseñanza del Consejo Superior de los Colegios de Arquitectos de España. En 1971 actuó como Arquitecto Consultor para la implantación de la Carrera de Arquitectura en Costa Rica, en 1972 fue nombrado por el Ministerio de Educación y Ciencia Comisario Delegado para la reforma de las enseñanzas de Arquitectura y al año siguiente director general de Ordenación del Turismo. En 1994 fue consejero de la Fundación Cultural del COAM.
Recibió también múltiples distinciones y honores. En 1969 fue nombrado académico de la Academia de Turismo del Principado de Mónaco y al año siguiente miembro de Honor de la Sociedad Bolivariana de Arquitectos de Caracas. En 1975 fue elegido académico de la Academia de Doctores de Madrid. También fue miembro de varios Tribunales de Oposición y de diversos Tribunales de Concursos Profesionales, así como Consejero de diferentes entidades.
Falleció el 14 de junio de 2013 en Madrid.
Estuvo casado con Blanca García-Valdecasas, hija de Alfonso García-Valdecasas, miembro fundador de la Falange.

## Obra

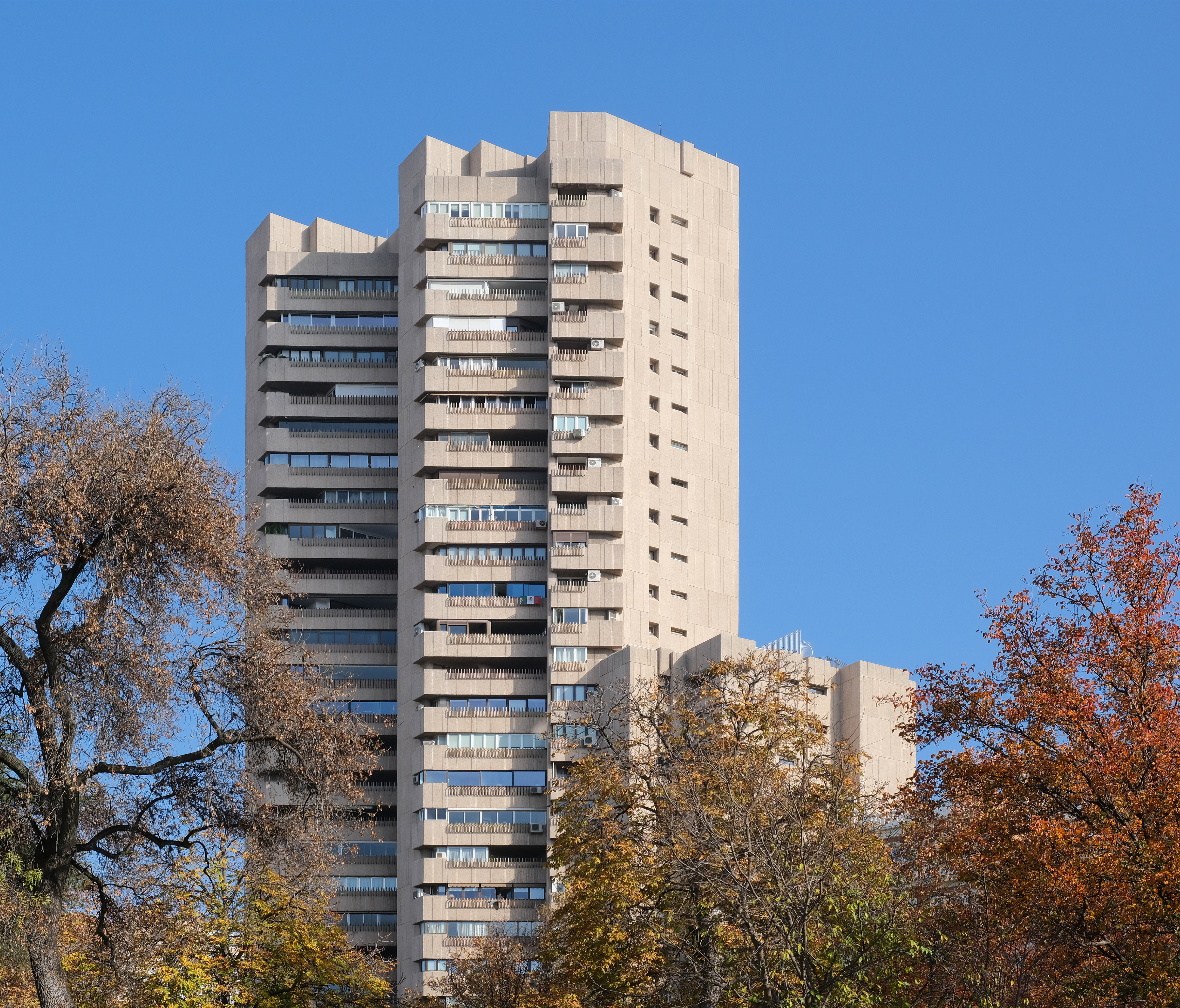
Torre de Valencia (1970-73), en Madrid

Javier Carvajal construyó poco para clientes privados y los encargos que recibió fueron de temas muy variados y de muy diversas procedencias, entre ellas los concursos, lo que le  obligó a realizar una arquitectura de prototipos. En su obra podríamos señalar tres periodos; los dos primeros separados por la construcción del pabellón de Nueva York, que con la estancia en Estados Unidos que le siguió, señaló un punto de inflexión claro en su trayectoria; y el tercero el que siguió a la construcción de la Torre de Valencia, en coincidencia con la intensificación de su compromiso docente con distintas escuelas de arquitectura en España y el extranjero.
El primer periodo está jalonado por dos triunfos: el del concurso para la facultad de Altos Estudios Mercantiles en la Diagonal de Barcelona (1959) y el del concurso del Pabellón de Nueva York (1964). Además en ese periodo llevó a cabo otras obras, como el edificio de viviendas en la madrileña plaza de Cristo Rey el Pabellón de España en la Trienal de Arte de Milán en 1957, que le valió la Medalla de Oro de la Trienal. También en esos años construye, con José María García de Paredes, la iglesia de Nuestra Señora de los Ángeles en Vitoria; y son los años en que comienza su colaboración con Loewe, firma para la que diseña distintas tiendas, entre ellas en la calle Serrano de Madrid, alterada en la actualidad, que en su momento fue recogida por Haig Beck en el número del International Architect dedicado a Madrid, en el que apareció también el edificio para la Adriática en la plaza de Castelar.
En el segundo periodo, tras el pabellón de Nueva York, construye algunas de sus obras más emblemáticas, como la casa de Somosaguas y los apartamentos de la calle Montesquinza, ambos proyectos de 1966. En 1968, construye un edificio de viviendas y oficinas en León, ensayo de lo que luego sería la Torre de Valencia, y en 1974, poco antes de la Adriática en el paseo de la Castellana de Madrid, el edificio del Banco Industrial de León en la calle Serrano.
En el tercer periodo construye menos: las casas de Pozuelo y de la Moraleja, la Embajada de España en Varsovia, un hotel para la Exposición Universal de Sevilla en 1992, en el que sobre un basamento concebido en hormigón rotundo, emergen unos cilindros blancos, y finalmente su última obra: la Biblioteca General de la Universidad de Navarra.

## Proyectos

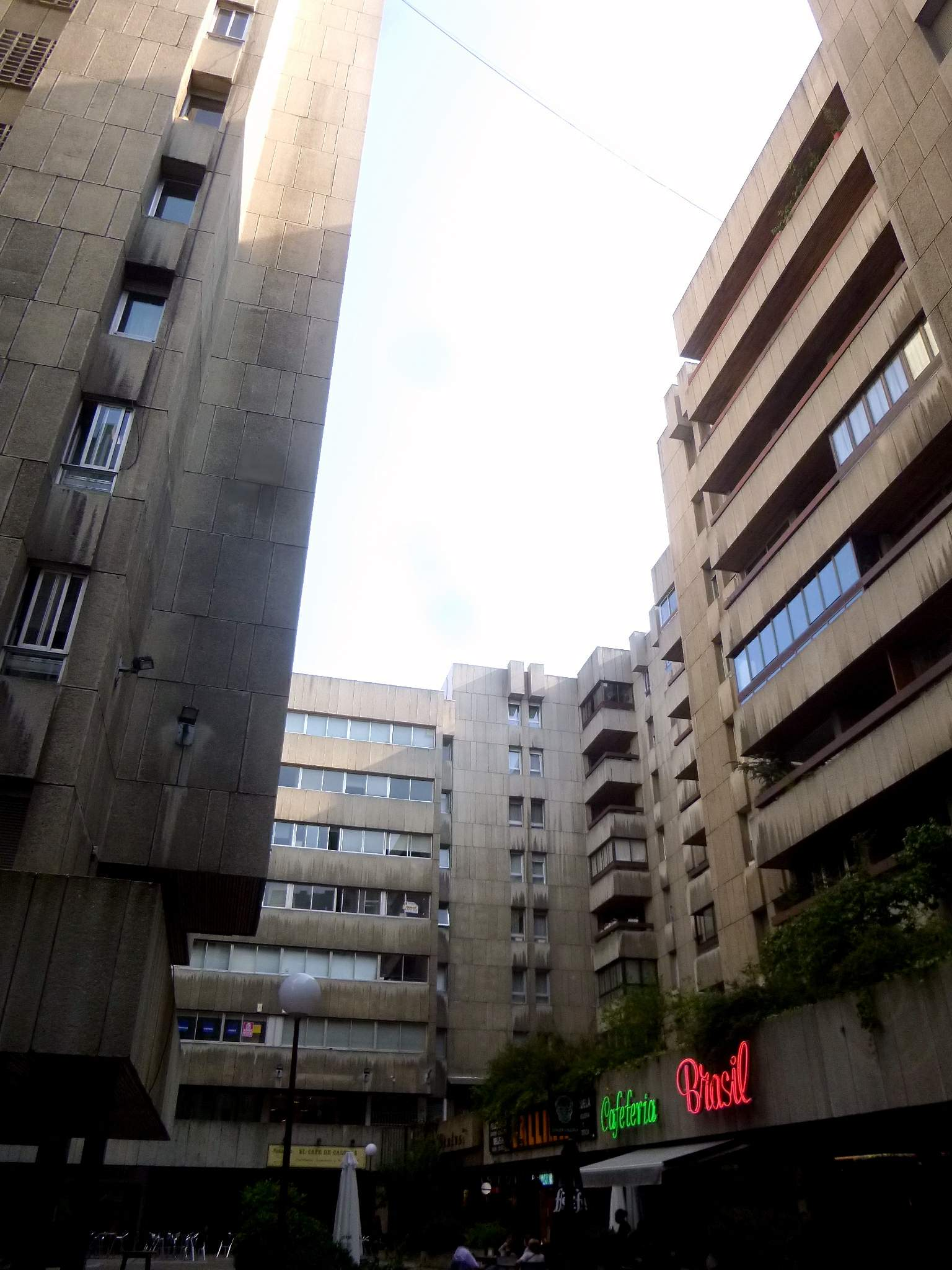
Complejo Santo Domingo (1970-72), en León.

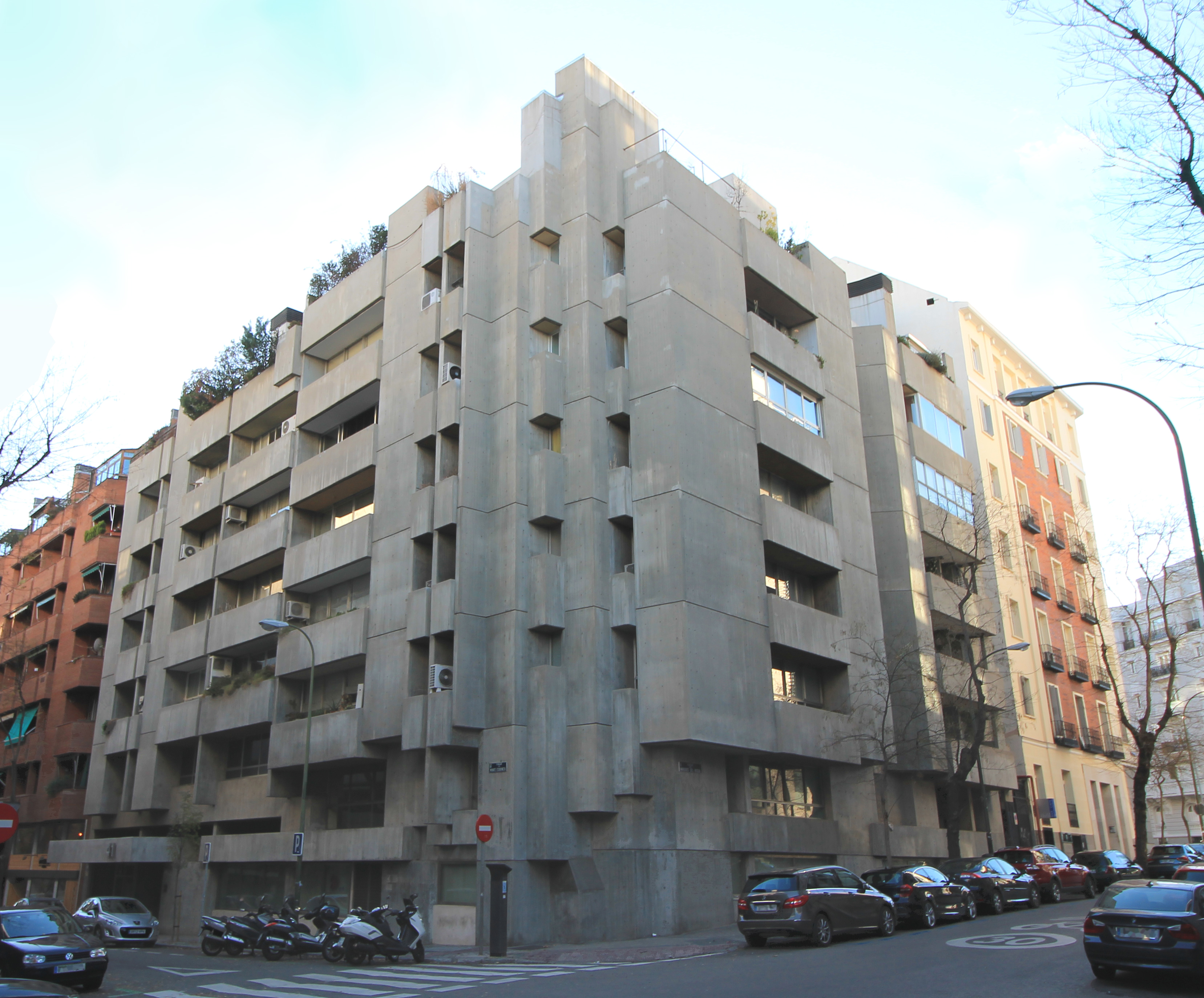
Edificio de viviendas de la calle Monte Esquinza 41 de Madrid (1966-68).

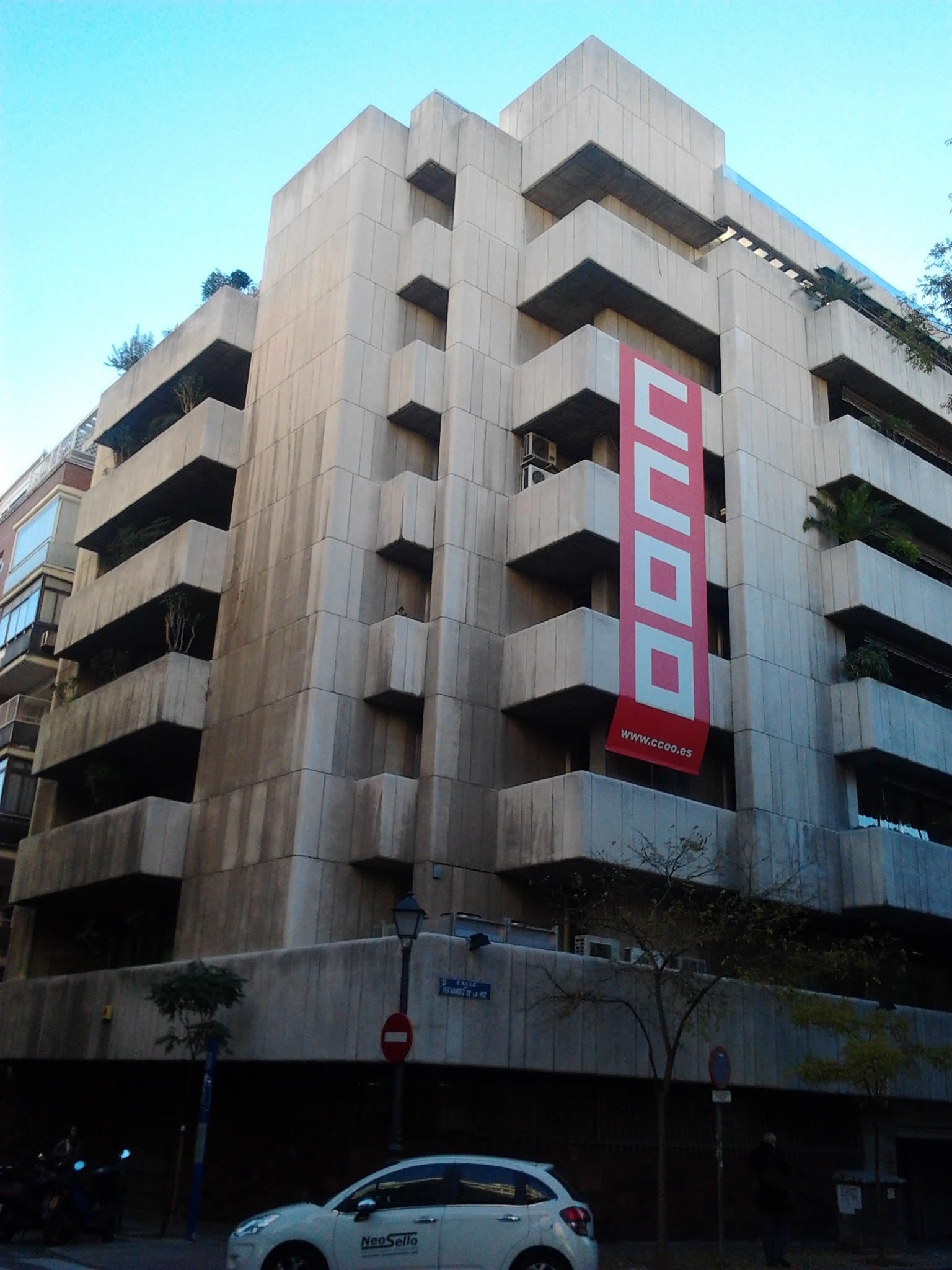
Edificio Caracas (1968-79), en Madrid.

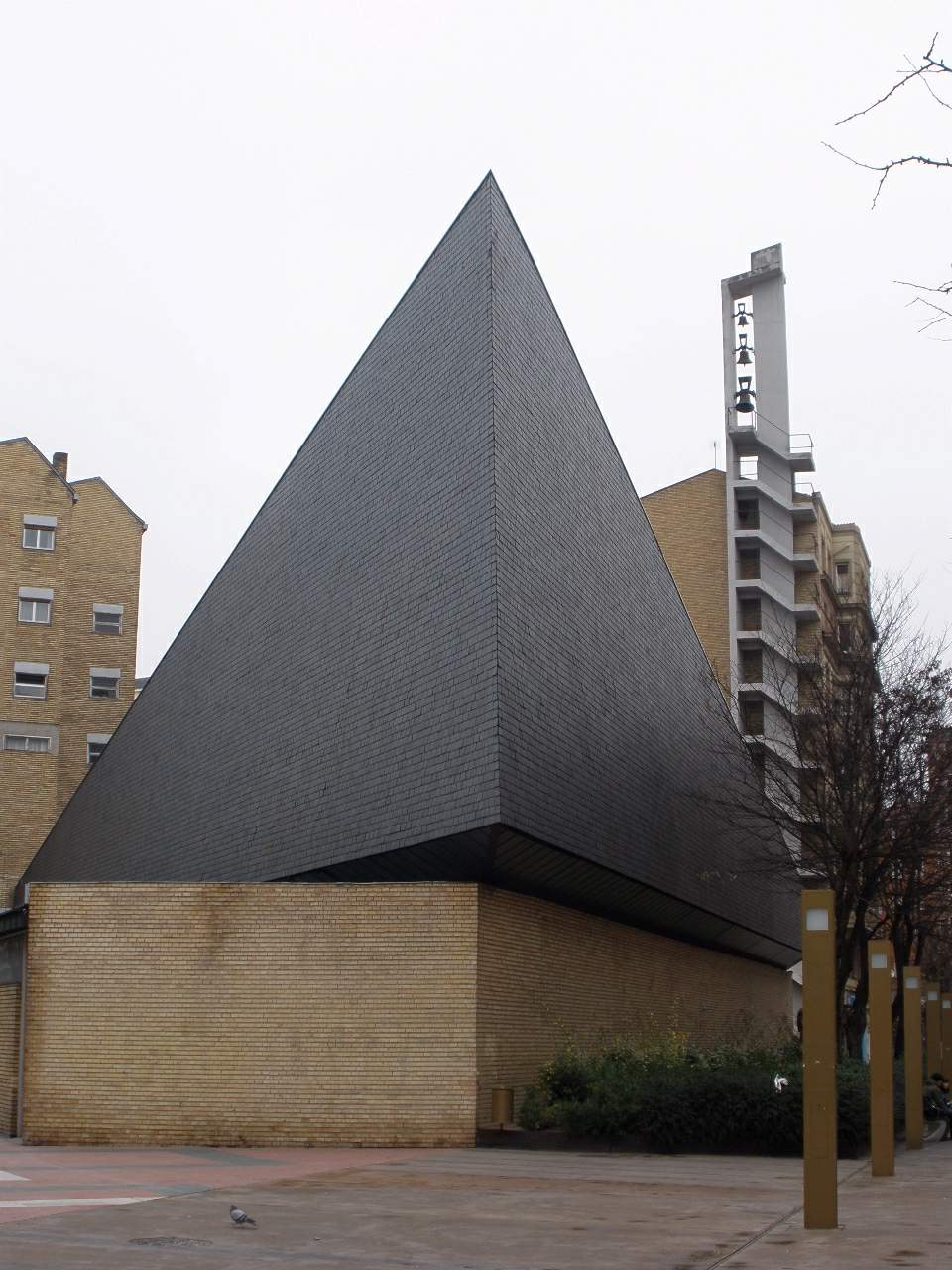
Iglesia de Nuestra de Los Ángeles (1957-60), en Vitoria.

Javier Carvajal ha realizado los siguientes proyectos, que se clasifican en función de su tipología.

### Viviendas unifamiliares
- Casa García Valdecasas. Somosaguas. Madrid, 1964-65
- Casa Carvajal. Somosaguas. Madrid, 1964-65[7]
- Casa Sobrino. Aravaca. Madrid, 1965-66
- Casa Biddle Ducke. Sotogrande, Cádiz, 1965-67
- Casa Hartman. Pedralbes, Barcelona, 1968-70
- Casa Sobrino. Ondarreta, San Sebastián, 1970
- Casa Lladó. La Alcaidesa, San Roque, Cádiz, 1975
- Casa Baselga. Sotogrande, Cádiz, 1972-73
- Proyecto Casa Liñán. Somosaguas, Madrid, 1981
- Casa Rodríguez Villa. La Moraleja, Madrid, 1985-87
- Proyecto Casa Ojeda. Somosaguas. Madrid, 1985
- Casa Cardenal. El Pinar de Aravaca, Madrid, 1985-87
- Casa Criado. Polígono de la Tolda, Lugo, 1986-88
- Proyecto Casa Hernández-Aliques. Aravaca, Madrid, 1999

### Edificios residenciales
- Edificio de apartamentos en la plaza de Cristo Rey. Madrid, 1955-57
- Conjunto de edificios de apartamentos en el barrio de la Estrella. Madrid 1960-63
- Viviendas de la calle Monte Esquinza 41. Madrid, 1966-68
- Residencia de estudiantes “Sagrada Familia”. Puerta de Hierro, Madrid, 1968-71
- Conjunto de edificio de viviendas y aartamentos en la plaza Santo Domingo. León, 1970-72
- Torre de Valencia. Calle Alcalá, Madrid, 1970-73
- Edificio Caracas. Madrid, 1968-79
- Proyecto Edificio de viviendas en la calle Suecia. Santiago de Chile, 1979
- Proyecto Conjunto residencial en Guadalmina, Málaga, 1978
- Proyecto Conjunto residencial “Las Redes”, Puerto de Santa María, Cádiz, 1980-82

### Edificios docentes
- Escuela de Altos Estudios Mercantiles. Barcelona, 1956-57
- Colegio de Nuestra Señora de los Rosales. Somosaguas, Madrid, 1960-63
- Escuela de Ingenieros de Telecomunicación. Universidad Politécnica. Madrid, 1960-72
- Biblioteca de la facultad de Derecho, Universidad Complutense. Madrid, 1960-71
- Sede de la Universidad Pontificia de Comillas. Madrid, 1965-69
- Proyecto Universidad Autónoma de Bilbao. Valle de Asua, Bilbao, 1969
- Proyecto Facultad de Biología. Universidad Autónoma, Madrid 1975
- Proyecto Biblioteca Imperial de Teherán. Teherán, 1975
- Departamento de Ciencias Sociales, Universidad de Alicante, 1995-97
- Biblioteca Central de la Universidad de Navarra. Pamplona, 1996-98

### Edificios religiosos
- Panteón de Españoles en el Cementerio del Campo Verano. Roma, 1957-58
- Iglesia Parroquial de Ntra. Sra. de los Ángeles. Vitoria, 1957-60
- Remodelación de la iglesia parroquial de Húmera. Jaén, 1989
- Proyecto Centro Parroquial de Las Rozas. Madrid, 1992
- Proyecto Iglesia Parroquial Sevilla la Nueva. Madrid, 1954

### Oficinas
- Fábrica y oficinas Loewe. Barcelona, 1960[8]
- Tienda Loewe. Madrid, 1964
- Banco Industrial de León, calle de Serrano, Madrid, 1972-74
- Edificio de oficinas en el Paseo de la Castellana. Madrid, 1975-79
- Proyecto Nueva Sede de la compañía Aviaco. Madrid, 1976
- Proyecto Edificio “Arab-Sat”. Ryhard, Arabia Saudita, 1984
- Proyecto Sede Social del CitiBank. La Moraleja, Madrid, 1989
- Edificio de oficinas. La Moraleja, Madrid, 1991-94
- Proyecto Torre de oficinas. La Defense, París, 1992
- Proyecto Oficinas y talleres para la sociedad Mazda. Carretera de Burgos, Madrid, 1992
- Proyecto Sede Central de Telefónica. Madrid, 1999

### Edificios públicos
- Proyecto Centro Cultural de Leopoldville, Antiguo Congo Belga, 1960
- Pabellón de España en la Feria Mundial 1963-1964, Nueva York, 1961-63
- Proyecto Hotel en la isla del Moro, Almería, 1963
- Parque Zoológico de la casa de Campo, Madrid, 1968-70
- Proyecto Centro Cultural Islámico, Madrid, 1979
- Proyecto Palacio de Gobierno del Principado de Tabuk, Arabia Saudita, 1982
- Proyecto Palacio del Príncipe Gobernador del Emirato de Gassim, Arabia Saudita, 1982-84
- Proyecto Museo de Arte Contemporáneo, Vegueta, Las Palmas de Gran Canaria, 1985
- Proyecto Nuevo cementerio de Alcobendas, Madrid, 1986
- Proyecto Museo Hispano Musulmán del Generalife, Granada, 1986
- Proyecto Teatro de la Ópera en la Expo 92, Sevilla, 1987
- Proyecto Embajada de España en Varsovia, Polonia, 1988
- Proyecto Pabellón de España en la Expo 92, Sevilla, 1989
- Complejo hotelero “Príncipe de Asturias” en el recinto de la Expo 92, Sevilla, 1989
- Proyecto Auditorio y Centro Cultural. Burgos, 1990
- Proyecto Palacio de congresos, exposiciones y auditorio. Pontevedra, 1991
- Proyecto Remodelación del estadio Vicente Calderón. Madrid, 1992
- Proyecto Ópera de Copenhague, Dinamarca, 1993
- Proyecto Centro de Arte y Cultura Ciudad de Madrid. Madrid, 1994

## Distinciones
Su trayectoria profesional y pública ha sido reconocida con diferentes premios y distinciones: 
- En 1953 obtuvo el Premio del Instituto de Estudios Africanos. En 1955 la primera medalla de la Exposición del I Centenario de las Telecomunicaciones en España.
- En 1957 recibió el Premio de Roma, de la Academia de Bellas Artes Española en Roma y la Medalla de Oro de la XI Trienal de Milán.[9]
- En 1960 le fue concedida la Medalla de Bellas Artes, Sección de Arquitectura.
- En 1964 la Cruz de Caballero de la Orden de Isabel la Católica por servicios a la arquitectura española en el extranjero, así como el Premio a la mejor Arquitectura Internacional de la Feria Mundial de Nueva York del Instituto de Arquitectos Americanos.
- En 1968 obtuvo el Premio Fritz Schumacher de la Universidad de Hannover a la Mejor Arquitectura Europea.
- En 1973 recibió la Gran Cruz de la Orden de Alfonso X el Sabio por méritos docentes.
- Fue galardonado con el Premio del Colegio de Arquitectos a la mejor Arquitectura de Madrid del año 1980.
- En el año 2002 recibió el prestigioso premio Antonio Camuñas de Arquitectura.[10]
- En 2012 fue galardonado con la Medalla de Oro de la Arquitectura, concedida por el Consejo Superior de Colegios de Arquitectos de España (CSCAE).
- En 2022 la Casa Carvajal de Pozuelo fue declarada Bien de Interés Cultural en la categoría de Monumento.[11]

## Legado
La Escuela Técnica Superior de Arquitectura de la Universidad de Navarra anunció la creación del premio Javier Carvajal Ferrer, durante el homenaje celebrado al profesor en Madrid en el curso 2010.